# کیا کی۵
کیا کی۵ (به انگلیسی: Kia K5) یا کیا اُپتیما (به انگلیسی: Kia Optima) خودرویی سدان سایز متوسط از محصولات کیا موتورز است که از سال ۲۰۰۰ تا کنون در کره جنوبی تولید و در در بازار جهانی عرضه شده‌است.
نسل اول این مدل از سال ۲۰۰۰ تا ۲۰۰۵ و نسل دوم آن بین سال‌های ۲۰۰۵ تا ۲۰۱۰ تولید شد و در کشورهای مختلف، با نام‌های میجنتیس و لوتسه به فروش رسید. از آن زمان تا کنون این خودرو همچنان مدل محبوب کیا بوده‌است و توانسته‌است جایزه بهترین طراحی را در سال ۲۰۱۱ را به خود اختصاص دهد.
نسل سوم اپتیما که در نمایشگاه بین‌المللی خودروی نیویورک به نمایش گذاشته شد باز طراحی جدید این خودرو بود که توسط پیتر شرایر شکل گرفته شد. نسل سوم اپتیما از سال ۲۰۱۱ تا ۲۰۱۵ با چهره‌ای جسور و ظاهری کاملاً متفاوت، نقش مهمی در موفقیت جهانی کیاموتورز داشت. در سپتامبر ۲۰۱۱، اپتیما هیبرید رکورد جهانی «کمترین مصرف سوخت در یک وسیله نقلیه هیبریدی بنزینی» را هنگام رانندگی در سراسر قاره ایالات متحده آمریکا به مدت ۱۴ روز، از کارخانه کیا در وست پوینت، جورجیا ثبت کرد.
از اواسط سال ۲۰۱۵، کیا نسل جدیدی از اپتیما را در سال ۲۰۱۶ معرفی کرد؛ خودرویی که از دید کارشناسان، صرفاً یک فیس‌لیفت را تجربه کرده بود و تفاوت بنیادینی با مدل پیشین خود نداشت. اما مدل ۲۰۱۷ اپتیما، در فضای داخلی تغییرات زیادی داشت و از این حیث می‌توان آن را نسخه‌ای جدید دانست. نسخه‌ای که از نسل چهارم در جهان عرضه شده از لحاظ پیشرانه، تفاوت زیادی با مدل پیشین خود ندارد. این خودرو همچنان از پیشرانهٔ ۲٫۴ لیتری تنفس طبیعی استفاده می‌کند که گفته می‌شود در حد چند اسب بخار بهینه‌سازی شده‌است. این پیشرانهٔ ۴ سیلندر، ۱۸۵ اسب بخار توان به چرخ‌های جلو منتقل می‌کند که بدین ترتیب ۸ اسب بخار قوی‌تر از نسل قبلی است. البته عملکرد اپتیما ۲۰۱۷ در کیفیت سواری و آرامش کابین بهبود پیدا کرد. با این پیشرانه، شتاب صفر تا ۱۰۰ کیلومتر بر ساعت خودرو معادل ۸ ثانیه است و نهایت سرعت آن به ۲۵۰ کیلومتر بر ساعت می‌رسد. قدرت بیشینهٔ پیشرانه در دور موتور ۶۰۰۰ و بیشترین گشتاور معادل ۲۴۰ نیوتن‌متر نیز در دور موتور ۴۰۰۰ دور بر دقیقه حاصل می‌شود. این نکته را نباید از یاد برد که در نشریات خارجی، شتاب صفر تا صد کیلومتر بر ساعت این نسخه از اپتیما، معادل ۷٫۵ ثانیه عنوان شده‌است که احتمالاً به دلیل نوع بنزین مصرفی آن‌ها است.
تولید نسل پنجم کیا کی۵ در سال ۲۰۲۰ آغاز شد و در این نسل نام اپتیما از این خودرو کنار گذاشته شد. این خودرو دارای یک ظاهر طراحی شده منحصر به فرد است. بدنه نسل پنجم کی۵ نسبت به گذشته به میزان کمتر از ۲ اینچ افزایش طول، کاهش ارتفاع و ازدیاد عرض را تجربه کرده‌است. چراغ‌های روشنایی در روز چین‌خورده به سبک نوار قلب در داخل چراغ‌های جلوی باریک‌تر شده به همراه جلوپنجره پوزه ببر تغییر شکل یافته، برخی از جزئیات طراحی ظاهری جدید کیا کی۵ ۲۰۲۱ به‌شمار می‌روند. دیلایت‌های ال‌ئی‌دی خودرو طبق گفته کیا از خط روی الکتروکاردیوگرام الهام گرفته‌اند. مانیتور وسط کنسول این خودرو از اپل کار پلی و اندروید اتو پشتیبانی می‌کند.

## ایمنی
این خودرو در تست تصادف Euro NCAP نمره کامل ۵ را دریافت نمود. این خودرو همهٔ استانداردهای تجهیزات ایمنی مورد نظر از قبیل دو کیسه هوای جلو، کیسه هوای کناری و کیسه هوای کنار پنجره، ترمز ای‌بی‌اس، هشدار دهنده ترمز اضطراری، سیستم کنترل تعادل، سیستم کنترل پایداری و سیستم کنترل سراشیبی (hill-start assist)و اتو هلد را دارا می‌باشد.

## جوایز
کیا موتورز با دریافت دو جایزه از مجمع طراحی آلمان، یکی از برندگان اصلی در رقابت با برندهای خودروساز جهانی در طراحی خودرو شناخته شد.
هیئت داوری مجمع طراحی آلمان (Rat für Formgebung) دراولین رقابت برندهای خودروساز جهان در بخش طراحی خودرو به کیا دو جایزه داد. در بخش طراحی برند، کیا به خاطر استراتژی و تمرکز خود بر روی طراحی کلی به عنوان بهترین برند شناخته شد.
اپتیما تا کنون دو جایزه مهم در حوزه طراحی دریافت کرده‌است که جایزه رد دات برای کیا اپتیما به عنوان" بهترین بهترین‌ها " و جایزه طراحی کالای iF.
مجله Road & Travel کیا اپتیما ۲۰۱۳ را به عنوان خودرو بین‌المللی سال در نمایشگاه خودرو دیترویت اعلام کرد. همچنین اپتیما به عنوان برترین خودرو سدان سگمنت متوسط آمریکا در سال‌های ۲۰۱۵ ۲۰۱۶ و ۲۰۱۷ انتخاب شد.

## نگارخانه

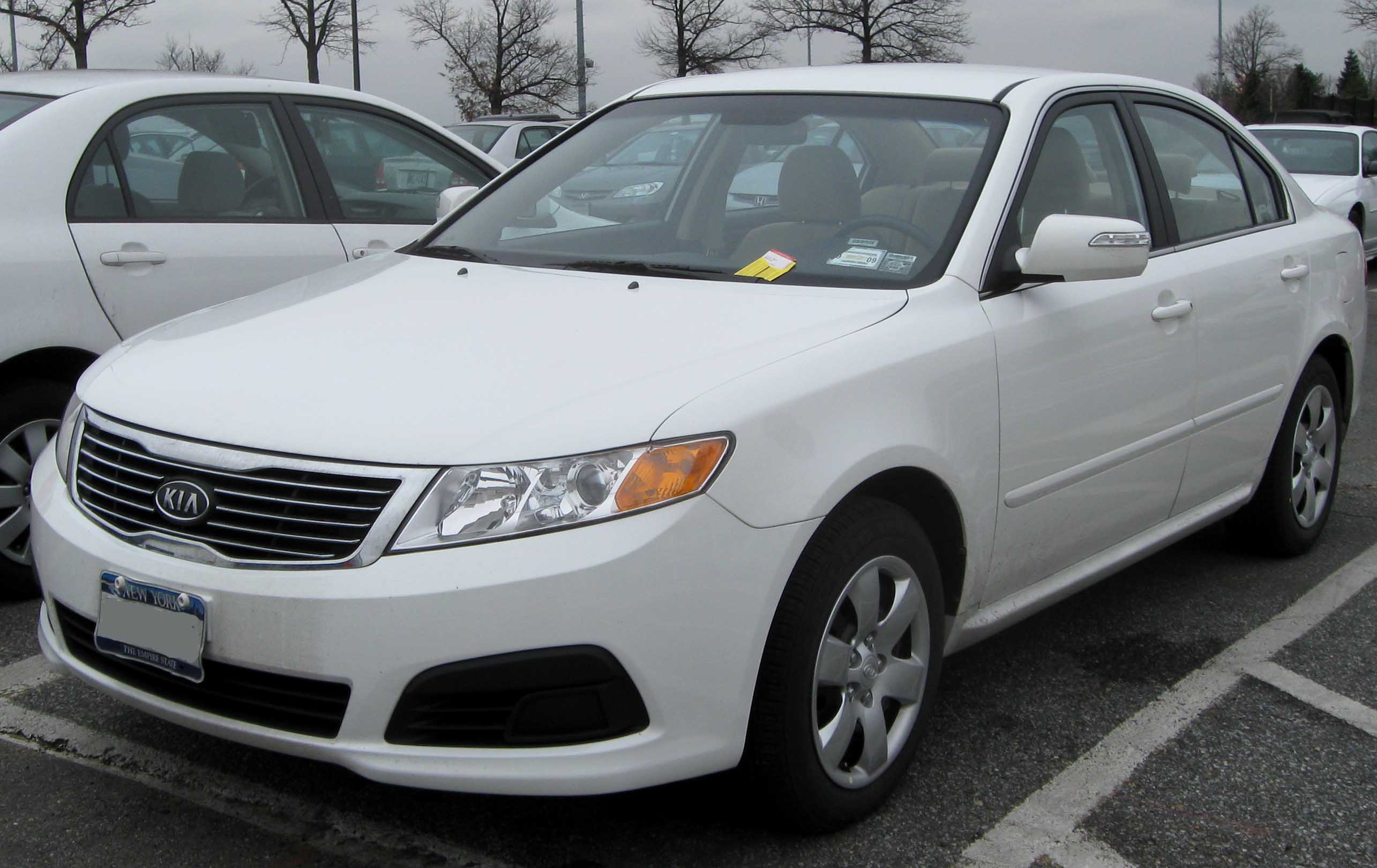
نسل دوم کیا اپتیما با کد اتاق MG (خودرویی که در تصویر است نمونه فیس لیفت شده و مربوط به سال ۲۰۰۹ و ۲۰۱۰ می‌باشد.)
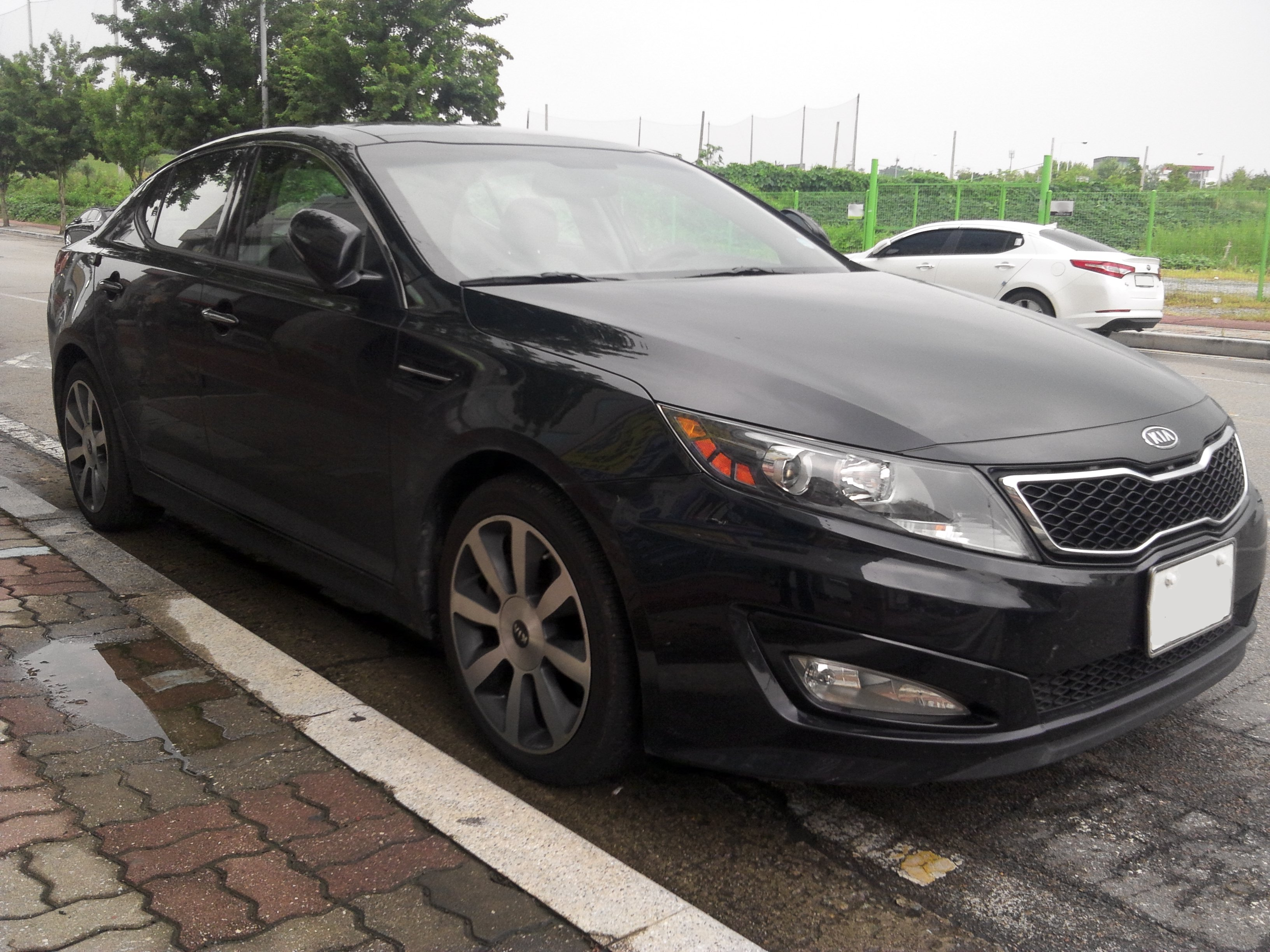
نسل سوم کیا اپتیما با کد اتاق TF (قبل از فیس لیفت، مدل ۲۰۱۲ و ۲۰۱۳)
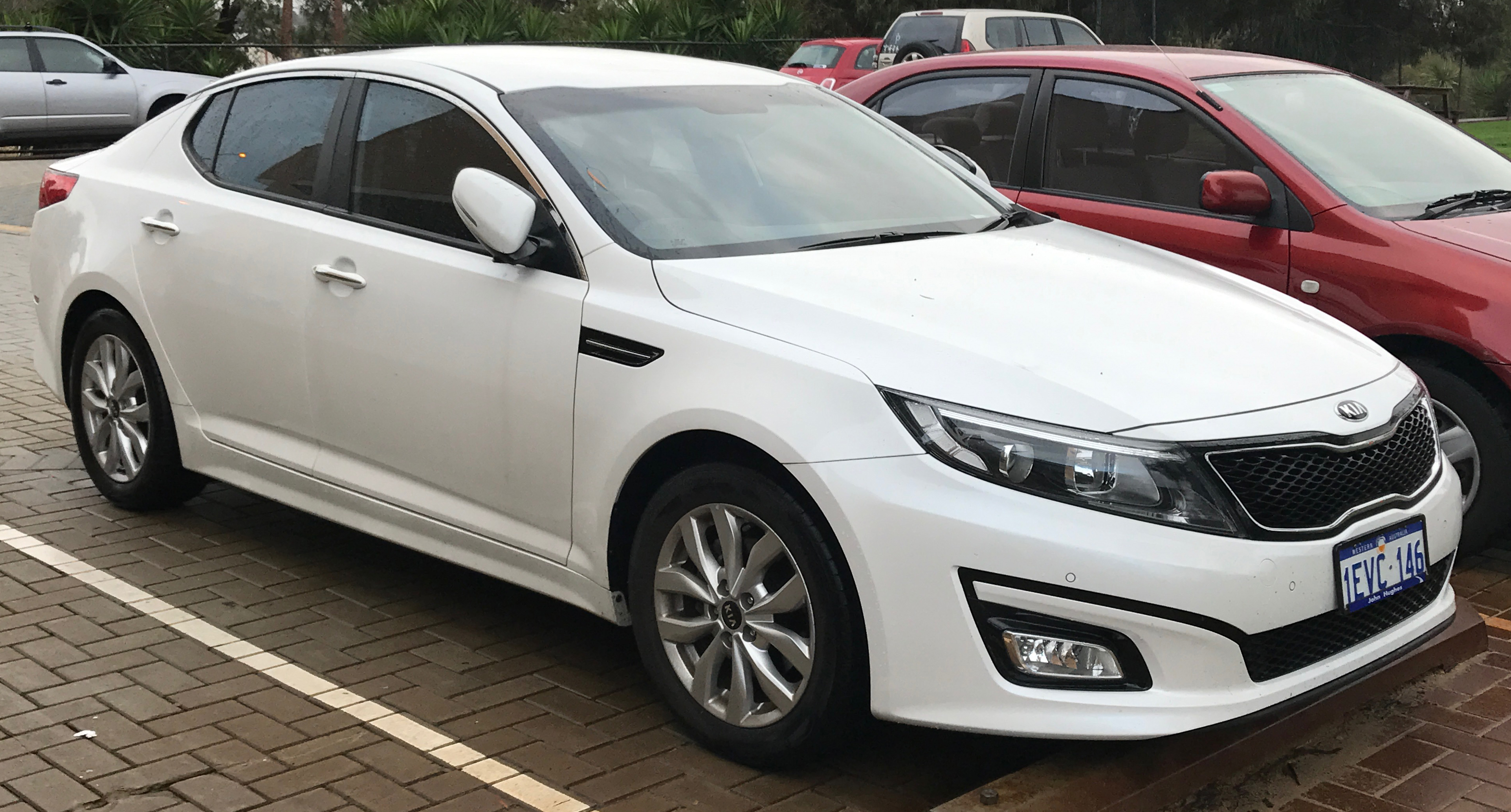
نسل سوم کیا اپتیما با کد اتاق TF (بعد از فیس لیفت، مدل ۲۰۱۴ و ۲۰۱۵ و ۲۰۱۶)
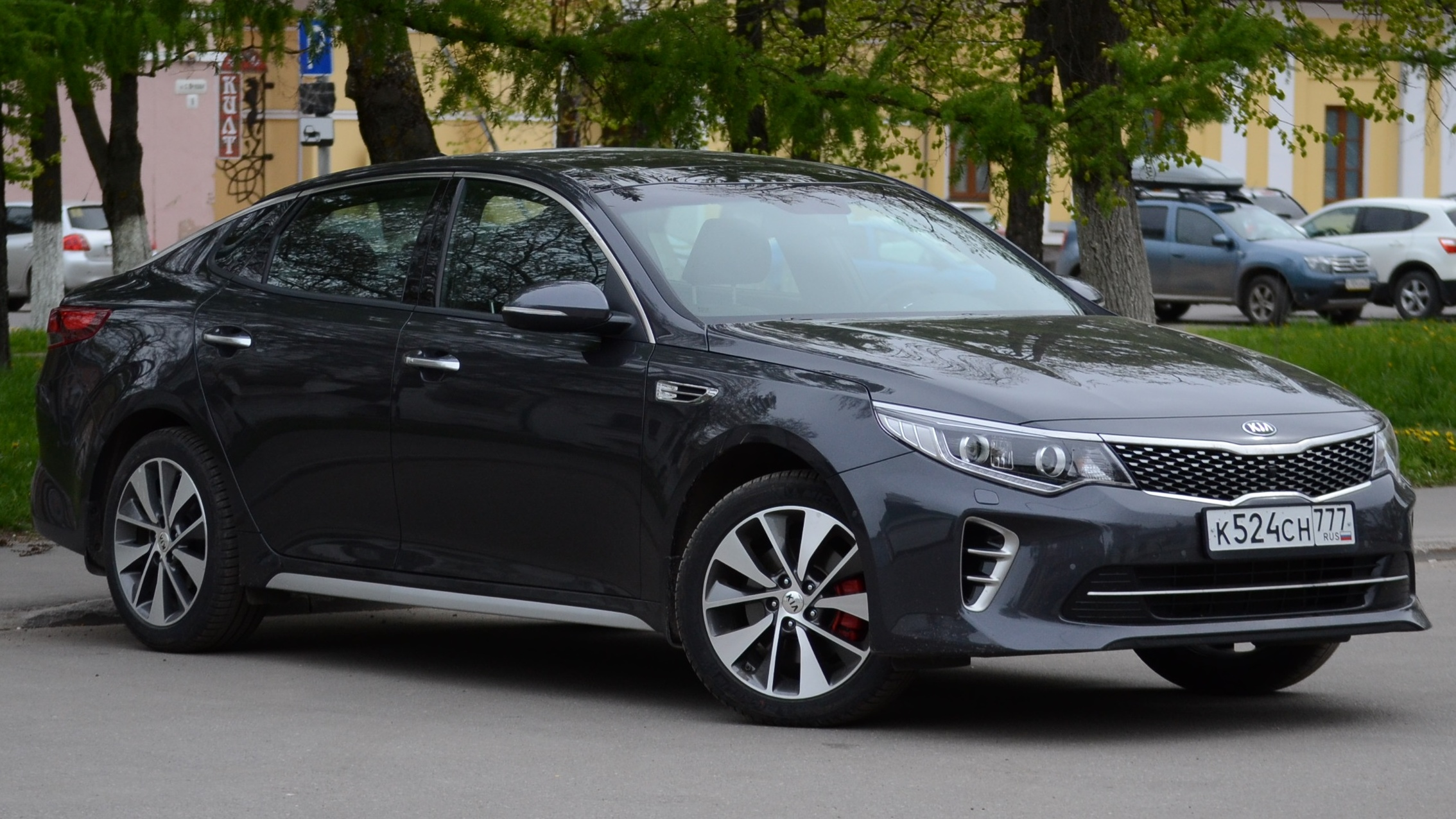
نسل چهارم کیا اپتیما با کد اتاق JF